# 먼치맨
먼치맨(본명: 박현명, 1995년 7월 3일 ~ )은 대한민국의 래퍼이다.

## 방송 출연

### Show Me The Money 8
1차에서 탈락하였으나 독특한 랩과 퍼포먼스로 주목을 받았다.

### 사인히어
MBA크루인 메이크 어 무비, 볼라, 안경잽이, 지비, 코바랑 참가했다. 파이널 매치에 진출했고 3위를 거두었다.

### Show Me The Money 9
쇼미더머니 9에 참가했다. 마이크 선택에서 미란이에게 밀려 탈락했다.